# Boston Marathon 1925
De Boston Marathon 1925 werd gelopen op maandag 20 april 1925. Het was de 29e editie van deze marathon. De Amerikaan Charles Mellor slaagde erin om zijn landgenoot, drievoudig winnaar Clarence DeMar, ditmaal ruim een halve minuut voor te blijven en finishte als eerste in 2:33.00,6. 
Het parcours was nog steeds te kort. Hoewel het inmiddels was verlengd van 38,51 km tot ongeveer 40 km, was het nog steeds korter dan de sinds de Olympische Spelen van 1908 gevestigde opvatting, dat de marathon een lengte van 42,195 km hoorde te hebben.

## Uitslag
| rang   | naam                | land | tijd      |
| ------ | ------------------- | ---- | --------- |
| Goud   | Charles Mellor      | USA  | 2:33.00,6 |
| Zilver | Clarence DeMar      | USA  | 2:33.37   |
| Brons  | Frank Zuna          | USA  | 2:35.35   |
| 4      | Albert Michelsen    | USA  | 2:37.22   |
| 5      | Yrjo Korholin Koski | FIN  | 2:39.26   |
| 6      | Ville Kyrönen       | FIN  | 2:40.36   |
| 7      | Victor MacAuley     | CAN  | 2:42.14   |
| 8      | Nestor Erickson     | FIN  | 2:43.08   |
| 9      | William Kennedy     | USA  | 2:43.46   |
| 10     | Frank Wendling      | USA  | 2:48.59   |

1897 ·
1898 ·
1899 ·
1900 ·
1901 ·
1902 ·
1903 ·
1904 ·
1905 ·
1906 ·
1907 ·
1908 ·
1909 ·
1910 ·
1911 ·
1912 ·
1913 ·
1914 ·
1915 ·
1916 ·
1917 ·
1918 ·
1919 ·
1920 ·
1921 ·
1922 ·
1923 ·
1924 ·
1925 ·
1926 ·
1927 ·
1928 ·
1929 ·
1930 ·
1931 ·
1932 ·
1933 ·
1934 ·
1935 ·
1936 ·
1937 ·
1938 ·
1939 ·
1940 ·
1941 ·
1942 ·
1943 ·
1944 ·
1945 ·
1946 ·
1947 ·
1948 ·
1949 ·
1950 ·
1951 ·
1952 ·
1953 ·
1954 ·
1955 ·
1956 ·
1957 ·
1958 ·
1959 ·
1960 ·
1961 ·
1962 ·
1963 ·
1964 ·
1965 ·
1966 ·
1967 ·
1968 ·
1969 ·
1970 ·
1971 ·
1972 ·
1973 ·
1974 ·
1975 ·
1976 ·
1977 ·
1978 ·
1979 ·
1980 ·
1981 ·
1982 ·
1983 ·
1984 ·
1985 ·
1986 ·
1987 ·
1988 ·
1989 ·
1990 ·
1991 ·
1992 ·
1993 ·
1994 ·
1995 ·
1996 ·
1997 ·
1998 ·
1999 ·
2000 ·
2001 ·
2002 ·
2003 ·
2004 ·
2005 ·
2006 ·
2007 ·
2008 ·
2009 ·
2010 ·
2011 ·
2012 ·
2013 ·
2014 ·
2015 ·
2016 ·
2017 ·
2018 ·
2019 ·
2020 ·
2021 ·
2022